# Антрацитівський район
Антраци́тівський райо́н — колишній район на півдні Луганської області. Районний центр — місто Антрацит. Населення становило 30 905 осіб (на 1 серпня 2013). Площа району 1700 км² або 6,4% території області. Утворено 1938 року.

## Географія
Антрацитівський район розташовувався на півдні Луганської області та межував на півночі з Перевальським і Лутугинським, на сході із Довжанським районами Луганської області; на південному заході — Шахтарським районом Донецької області та на півдні — з Куйбишевським районом Ростовської області.
Район займає вигідне географічне розташування. Дорога європейського призначення E50М03, що проходить його територією, забезпечує автотранспортний зв'язок з Харковом і близьким зарубіжжям — Ростовом і далі — Північним Кавказом.
Найбільша річка на території району — Міус, яка бере початок біля села Чорнухине Луганської області, на висоті 263 м над рівнем моря, і впадає в Міуський лиман.
Антрацитівський район входив до степової посушливої зони. Клімат району континентальний, з вираженими посушливо—суховійними явищами.
Територія району розташована в межах Донецького Кряжу, рельєф якого утворився в результаті взаємодії річних і сельових потоків. Суттєвою особливістю району є гривастий рельєф.
Ґрунтовий покрив представлений в основному чорноземами важкосуглинного механічного складу. Всі ґрунтові різновидності району характеризуються малою місткістю гумусу — від 2 до 2,5 %.
У межах району головною корисною копалиною є кам'яне вугілля. Серед інших, зустрічаються свинцево-цинкові руди, золото, вапняк флюсовий. Із природних будівельних матеріалів широко розповсюджені будівельне каміння (пісковики, вапняки, цегло — черепична сировина, суглинки і глинясті сланці).
У районі селища Іванівка є джерела мінеральної води.
Територія району становить 1,7 тис. км², або 6,4% території області.

### Флора
На території району зустрічаються рослини, занесені до Червоної книги України:
- дельфіній Сергія (Delphinium sergii), Щотове, урочища Лби і Кам'янка;
- келерія Талієва (Koeleria talievii), ендемік середньої течії Сіверського Дінця;
- клеома донецька (Cleome ornithopodioides), осипи сланців поблизу річки Кріпенької (Боково-Платове), Новопавлівка на Міусі (тепер Хрустальний)[2];
- ковила волосиста (Stipa capillata), вузьколиста (Stipa tirsa), дніпровська (Stipa borysthenica), Залеського (Stipa zalesskii), Лессінга (Stipa lessingiana), найкрасивіша (Stipa pulcherrima), пухнастолиста (Stipa dasyphylla) і українська (Stipa ucrainica) — численні популяції в степу;
- пирій ковилолистий (Elytrigia stipifolia);
- півонія вузьколиста (Paeonia tenuifolia), на степових цілинах;
- ранник гранітний (Scrophularia granitica), Нагольно-Тарасівка, і донецький (Scrophularia donetzica), Ровеньки, Нагольчик, Ковпакове;
- рябчик малий (Fritillaria meleagroides);
- сон лучний (Pulsatilla pratensis);
- тюльпан дібровний (Tulipa quercetorum) і змієлистий (Tulipa ophiophylla), байрачні ліси;
- фіалка біла (Viola alba), європейський лісовий вид, байрачний ліс поблизу Міусинська;
- шафран сітчастий (Crocus reticulatus), звичайна рослина дібров.

### ПЗФ
До складу Антрацитівського району входять 6 об'єктів природно-заповідного фонду місцевого значення загальною площею 1 237,8 га:
- Парк «Дружба» — парк-пам'ятка садово-паркового мистецтва
- Парк «імені Перемоги» — парк-пам'ятка садово-паркового мистецтва
- Боково-Платове — ландшафтний заказник
- Вишневий — ландшафтний заказник
- Степові розлоги — ландшафтний заказник
- Чеховська криниця — гідрологічна пам'ятка природи
- Ставок міста Антрацит — ландшафтний заказник
- Нагольчанський — заказник ботанічний
- Кошарський — заказник ботанічний
- Дерезувате — заповідне урочище

## Історія
Вперше район було створено 1938 року під назвою Боково-Антрацитівський. З перейменуванням 1962 року Боково-Антрацита в Антрацит, змінив свою назву і район. Територія району становить 1,7 тис. км². На цій території в 42-х населених пунктах проживає 34,7 тис. чоловік.

## Адміністративний устрій
Адміністративно-територіально район поділяється на 6 селищних рад та 8 сільських рад, які об'єднують 42 населені пункти і підпорядковані Антрацитівській районній раді. Адміністративний центр — місто Антрацит, яке є містом обласного значення та не входить до складу району.
У межах району розташовані міста обласного підпорядкування: Антрацит, Хрустальний, Ровеньки.

## Населення
Розподіл населення за віком та статтю (2001)
| Стать | Всього | До 15 років | 15-24 | 25-44 | 45-64 | 65-85 | Понад 85 |
| --- | ------ | ----------- | ----- | ----- | ----- | ----- | -------- |
| Чоловіки | 17 522 | 2985        | 2657  | 5094  | 4457  | 2264  | 65       |
| Жінки | 19 929 | 2888        | 2385  | 4917  | 5307  | 4082  | 350      |
| \| Статево-вікова піраміда \| Статево-вікова піраміда \| Статево-вікова піраміда \| \| ----------------------- \| ----------------------- \| ----------------------- \| \| Чоловіки \| Вік \| Жінки \| \| 65 \| 85 + \| 350 \| \| 107 \| 80-84 \| 385 \| \| 342 \| 75-79 \| 890 \| \| 834 \| 70-74 \| 1458 \| \| 981 \| 65-69 \| 1349 \| \| 1301 \| 60-64 \| 1966 \| \| 598 \| 55-59 \| 812 \| \| 1160 \| 50-54 \| 1129 \| \| 1398 \| 45-49 \| 1400 \| \| 1633 \| 40-44 \| 1553 \| \| 1303 \| 35-39 \| 1264 \| \| 1110 \| 30-34 \| 1057 \| \| 1048 \| 25-29 \| 1043 \| \| 1260 \| 20-24 \| 1116 \| \| 1397 \| 15-20 \| 1269 \| \| 1330 \| 10-14 \| 1279 \| \| 931 \| 5-9 \| 945 \| \| 724 \| 0-4 \| 664 \| |        |             |       |       |       |       |          |
| Статево-вікова піраміда |        |             |       |       |       |       |          |
| Чоловіки | Вік    | Жінки       |       |       |       |       |          |
| 65 | 85 +   | 350         |       |       |       |       |          |
| 107 | 80-84  | 385         |       |       |       |       |          |
| 342 | 75-79  | 890         |       |       |       |       |          |
| 834 | 70-74  | 1458        |       |       |       |       |          |
| 981 | 65-69  | 1349        |       |       |       |       |          |
| 1301 | 60-64  | 1966        |       |       |       |       |          |
| 598 | 55-59  | 812         |       |       |       |       |          |
| 1160 | 50-54  | 1129        |       |       |       |       |          |
| 1398 | 45-49  | 1400        |       |       |       |       |          |
| 1633 | 40-44  | 1553        |       |       |       |       |          |
| 1303 | 35-39  | 1264        |       |       |       |       |          |
| 1110 | 30-34  | 1057        |       |       |       |       |          |
| 1048 | 25-29  | 1043        |       |       |       |       |          |
| 1260 | 20-24  | 1116        |       |       |       |       |          |
| 1397 | 15-20  | 1269        |       |       |       |       |          |
| 1330 | 10-14  | 1279        |       |       |       |       |          |
| 931 | 5-9    | 945         |       |       |       |       |          |
| 724 | 0-4    | 664         |       |       |       |       |          |

За даними перепису 2001 року населення району становило 37 451 особу (міське населення — 19 993 особи, сільське — 17 458 осіб), з них 46,51% зазначили рідною українську мову, 53,1% — російську, а 0,39% — іншу.
Етнічний склад населення району на 2001 рік був представлений наступним чином:
- українці — 62,8%;
- росіяни — 35,7%;
- білоруси — 0,4%
- інші національності — 1,1%[7]

Мовний склад сільських та міських рад району (рідна мова населення) за переписом 2001 року, %
|                                 | російська | українська | вірменська | циганська | білоруська |
| Антрацитівський район           | 53,1      | 46,5       | 0,1        | 0,1       | 0,1        |
| ------------------------------- | --------- | ---------- | ---------- | --------- | ---------- |
| Єсаулівська селищна рада        | 42,0      | 58,0       |            |           |            |
| Іванівська селищна рада         | 82,4      | 17,2       |            |           | 0,0        |
| Краснокутська селищна рада      | 11,6      | 88,3       |            |           | 0,0        |
| Маломиколаївська селищна рада   | 56,8      | 41,8       | 0,1        | 1,0       | 0,1        |
| Нижньонагольчицька селищна рада | 14,2      | 85,8       |            |           | 0,1        |
| Фащівська селищна рада          | 97,4      | 2,3        | 0,3        |           |            |
| Бобриківська сільська рада      | 10,6      | 89,1       |            |           |            |
| Дяківська сільська рада         | 7,3       | 92,5       |            |           | 0,1        |
| Кошарська сільська рада         | 64,3      | 34,6       | 0,4        |           | 0,2        |
| Краснолуцька сільська рада      | 75,5      | 21,9       | 1,0        |           | 0,1        |
| Микитівська сільська рада       | 50,6      | 49,4       |            |           |            |
| Рафайлівська сільська рада      | 22,9      | 77,0       |            |           |            |
| Ребриківська сільська рада      | 12,7      | 87,3       |            |           |            |
| Червонополянська сільська рада  | 83,2      | 16,7       |            |           | 0,1        |